# KNPC
Kuwait National Petroleum Company (KNPC) – pierwsza narodowa kuwejcka spółka naftowa powstała w 1960 roku, w jej skład wchodziło państwo z 60% udziałem a 40% udział było w rękach prywatnych. Jej głównym zadaniem było prowadzenie rafinacji i dystrybucji ropy naftowej na terenie Kuwejtu pochodzącej z (KOC)-Kuwait Oil Company.
Bardzo szybko KNPC podpisała umowę z Hispanica de Petroleosu (HISPANOIL) i pod wspólnym szyldem Kuwait Spanish Peroleum Company rozpoczęła własne poszukiwania ropy na terenach nie eksploatowanych przez (KOC) i zwróconych państwu w 1962 i 1967 roku. Obejmowały one zachodnią część Kuwejtu oraz tereny nadbrzeżne. W 1960 roku Kuwejt odzyskał niepodległość i zaczął powoli nacjonalizować swój przemysł naftowy. Do 1975 roku całość KOC została przejęta przez państwo od brytyjsko-amerykańskiej spółki. Początkowo udziały kompanii naftowych zostały przekazane KNPC, ale w 1980 roku, cały przemysł naftowy Kuwejtu został przekazany (KOC) i pod zarząd ministerstwa nafty.